# Thymus karatavicus
{{#ifeq:0|0|{{#if:|{{#if:Thymuskaratavicus|[[]}}|}}}}
Thymus karatavicus — вид рослин родини глухокропивові (Lamiaceae), ендемік Казахстану.

## Поширення
Ендемік Казахстану.
Цей напівчагарник росте на кам'янистих схилах.